# Ужендув (гмина)
Ужендув (пол. Urzędów) — городско-сельская гмина (волость) в Польше, входит как административная единица в Красницкий повет, Люблинское воеводство. Население — 8857 человек (на 2004 год). Центром гмины является одноимённый город.

## Соседние гмины
1. Гмина Божехув
2. Гмина Ходель
3. Гмина Дзежковице
4. Гмина Юзефув-над-Вислой
5. Гмина Красник
6. Красник
7. Гмина Ополе-Любельске
8. Гмина Вильколаз

## Персоналии
- Марцин из Ужендова — один из первых польских ботаников.